# 布倫特山
布倫特山（英語：Mount Blunt），是南極洲的山峰，位於葛拉漢地的鮑曼海岸，處於韋爾豪澤冰川西岸，海拔高度1,500米，由英國南極名稱諮詢委員會命名，現時由南極條約體系管理。